# Economia del Líban
L'economia del Líban, bé així la seva qualitat de vida, ja va ser de les més pròsperes de tot l'Orient Mitjà. No obstant això amb la Guerra Civil Libanesa entre 1975 i 1990, tota l'economia del país va ser afectada, la producció nacional va ser tallada per la meitat i el país va deixar de figurar com a centre financer regional.
Amb el terme del conflicte intern i la recuperació de l'estabilitat política, el país es va mobilitzar en la reconstrucció. Per realitzar-la, Líban va rebre fons de l'Aràbia Saudita, la Unió Europea i altres països del Golf Pèrsic. Amb la infraestructura reconstruïda, l'economia va tornar a créixer amb una de les més altes taxes del món, fent-se un pol de creixement a la regió. La capital, Beirut (anomenada el "París de l'Orient") va tornar a guanyar destaqui en l'escenari regional, acollint diversos esdeveniments.

Gràfic de l'exportació de productes del Líban, en 28 categories.

El país va tornar a ser anomenat la "Suïssa d'Orient" a causa de les activitats financeres allí realitzades. La reconstrucció de monuments i infraestructura ha atret el turisme que creix cada any.
La seva economia està basada en el lliure mercat i no hi ha restriccions del govern a les inversions estrangeres. No obstant això, el clima de les inversions sofreix amb suborns, corrupció, decisions arbitràries de concessions de llicències, alts impostos i taxes, legislació ultrapassada i poca protecció als drets de propietat intel·lectual. Els serveis, principalment els bancs i el turisme, són importants fonts de riquesa.